# Louis Tomlinson
Louis William Tomlinson (Doncaster, Anglaterra, 24 de desembre del 1991) és un cantant i futbolista, va formar part del grup One Direction uns anys després va començar la seva carrera en solitari.
Juga al Doncaster Rovers Football Club a la lliga Football League Championship d'Anglaterra. Després de participar a The X Factor, Nicole Scherzinger suggerí que Louis formés part d'un grup anomenat One Direction, juntament amb Liam Payne, Zayn Malik, Harry Styles i Niall Horan. La creació del grup es va fer realitat i tots cinc van ser apadrinats per Simon Cowell. El grup va arribar al final del programa i van quedar en el tercer lloc. Encara que no van guanyar, Cowell va pagar un contracte perquè signessin amb el segell discogràfic Syco.
A la seva infància, Louis no va mostrar cap tipus d'interès per la música, sinó per l'actuació. Tot i això, cita al cantant Robbie Williams com el seu model a seguir. En la seva carrera amb One Direction, ha compost temes com "Taken", "Same Mistakes", "Last First Kiss", "Summer Love", "Diana", "Strong", "Ready To Run" i "No Control", dels àlbums Up All Night, Take Me Home, Midnight Memories i FOUR.

## Biografia i carrera musical

### Carrera inicial
Tomlinson, juntament amb dos dels seus germans, van tenir papers addicionals a Fat Friends. Després de Fat Friends, va assistir a una escola d'actuació a Barnsley. Va tenir petits papers en una pel·lícula dramàtica d'ITV If I Had You i Waterloo Road de la BBC.
Quan Tomlinson tenia 14 anys, va ser expulsat d'una banda, i substituït per un nou vocalista. Tomlinson ha citat aquesta experiència com a motivació per fer una audició per a The X Factor.
Tomlinson va fer una audició per a The X Factor el 2009, però no va superar l'audició del productor. Estava decidit a tornar l'any següent

### 2010:The X Factor
El 2010, Tomlinson va audicionar per a la setena sèrie del concurs de cant The X Factor davant dels jutges principals Simon Cowell i Louis Walsh i la jutge convidada Nicole Scherzinger. Va cantar una interpretació de "Elvis Ain't Dead" de Scouting for Girls abans que Cowell li demanés que cantés una altra cançó. Després va cantar "Hey There Delilah" dels Plain White T's i va rebre tres sí dels jutges, enviant-lo al bootcamp. No va aconseguir passar a la categoria "Nois" al final de l'etapa final de bootcamp de la competició al Wembley Arena, Londres, el juliol de 2010. No obstant això, després d'un suggeriment de Scherzinger, es va reunir amb Niall Horan, Zayn Malik, Liam Payne i Harry Styles per formar una banda de cinc membres, classificant-se així per a la categoria "Grups" a les cases dels jutges, amb la tutorització de Cowell.
Posteriorment, el grup es va reunir durant dues setmanes per conèixer-se i practicar. Styles va donar el nom d'One Direction. Per a la seva cançó de classificació a les cases dels jutges i la seva primera cançó com a grup, One Direction va cantar una versió acústica de "Torn" de Natalie Imbruglia. Cowell va optar per fer-los arribar als espectacles en directe i més tard va comentar que l'actuació el va convèncer que el grup "era confiat, divertit, com una colla d'amics i també una mica sense por". En directe, el grup es va convertir en l'últim acte de Cowell a la competició i ràpidament va guanyar popularitat al Regne Unit. One Direction va acabar en tercer lloc i immediatament després de la final la seva cançó "Forever Young", que hauria estat llançada si haguessin guanyat The X Factor, es va filtrar a Internet.

### 2011-2015: One Direction
Després d'audicionar per a The X Factor, la jutgessa Nicole Scherzinger va suggerir que Louis formés part d'un grup anomenat One Direction juntament amb Harry Styles, Zayn Malik, Niall Horan i Liam Payne. La creació del grup es va fer realitat i tots cinc van ser apadrinats per Simon Cowell. Durant la competència, la banda va interpretar diferents temes com My Life Would Suck Without You de Kelly Clarkson i Total Eclipse of the Heart de Bonnie Tyler, la qual cosa els va convertir en un dels favorits per guanyar el concurs. No obstant, van quedar en tercer lloc, darrere de Rebecca Ferguson i el guanyador Matt Cardle. Tot i no haver guanyat, Cowell va pagar un contracte de dos milions de lliures perquè One Direction firmés amb el segell discogràfic Syco.

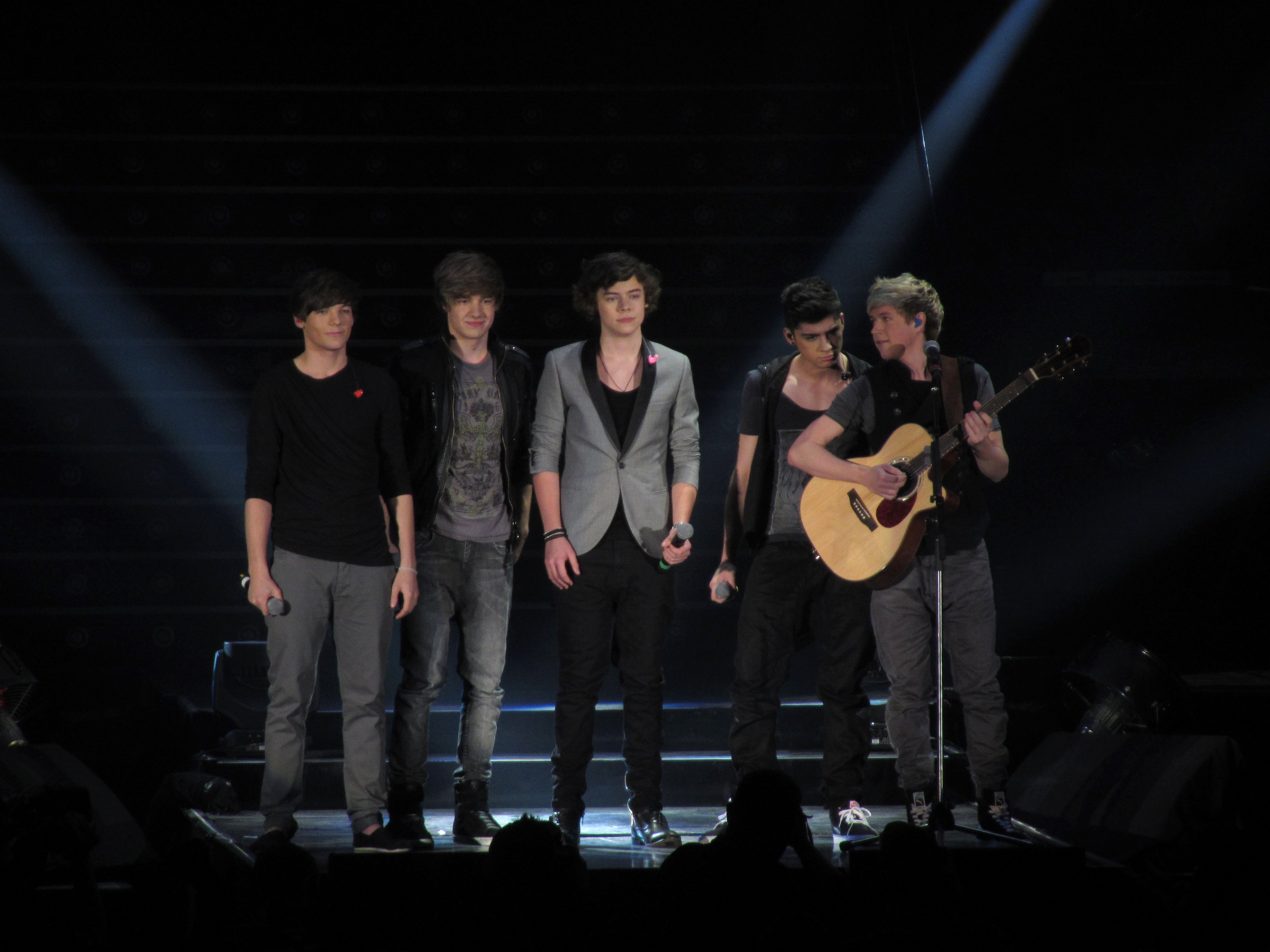
One Direction X Factor

El 2011, van llançar el seu primer àlbum d'estudi, Up All Night. Aquest va debutar en el número u del Billboard 200, fet que va convertir One Direction en el primer grup britànic que fa debutar el seu primer àlbum d'estudi en el número u. un a Irlanda, Mèxic i el Regne Unit. Els senzills posteriors, Gotta Be You, One Thing i More than This, van comptar amb un èxit moderat, sent exitosos en alguns països, però fracassos en altres. Per promocionar el disc, es van embarcar a l'Up All Night Tour i van treure un DVD de la gira, anomenat Up All Night: The Live Tour.
Al novembre de 2012, van llançar el seu segon àlbum, Take Me Home. Aquest va comptar amb una recepció millor a la d'Up All Night, ja que va arribar al número u al Regne Unit, sent el primer disc del quintet que ho aconsegueix. També va aconseguir el primer lloc a Austràlia, Canadà, els Estats Units, Irlanda i Nova Zelanda. Els dos primers senzills d'aquest disc, Live While We're Young i Little Things, van tenir una bona recepció. El primer va assolir el primer lloc a Irlanda i Nova Zelanda, mentre que el segon va arribar al primer lloc al Regne Unit. 13 els països i no va aconseguir posicions destacades en comparació dels dos llançaments previs d'One Direction. D'altra banda, junts van iniciar la seva segona gira Take Me Home Tour, que va recórrer quatre continents de tot el món i, a més, part d'ella va ser gravada per la seva primera pel·lícula documental dirigida per Morgan Spurlock, titulada This is Us.
En altres activitats, van realitzar una barreja de "One Way or Another" de Blondie i "Teenage Kicks" de The Undertones anomenada "One Way or Another (Teenage Kicks)", per tal d'ajudar a recaptar fons per a l'organització Comic Relief.
El tercer àlbum d'estudi de la banda Midnight Memories es va llançar el 25 de novembre de 2013. Va ser l'àlbum més venut a tot el món el 2013 amb 4 milions de còpies venudes a tot el món. Best Song Ever, el senzill principal de l'àlbum es va convertir en la cançó més reeixida d'One Direction als Estats Units. Després del llançament de l'àlbum, el grup es va embarcar a la gira Where We Are. FOUR, que inclouria els senzills Steal My Girl i Night Changes, cançons que van aconseguir la certificació de platí als Estats Units. Al febrer de 2015, la banda es va embarcar a la gira On The Road Again, tocant a Austràlia, Àsia, Àfrica, Europa i Amèrica del Nord.Al novembre de 2015, es va llançar el seu cinquè àlbum Made in the AM, liderat pels senzills «Drag Me Down» i «Perfect». Després del llançament de l'àlbum, el grup va començar una pausa indefinida.

### 2019–2022: Festivals de Walls i Far from home.
El febrer de 2019, es va anunciar que Tomlinson havia signat amb Arista Records recentment llançat; el seu primer llançament sota el segell, "Two of Us", es va publicar el 7 de març de 2019.
L'agost de 2019, Tomlinson va anunciar que el seu àlbum de debut en solitari es publicarà a principis de 2020. Tomlinson va llançar un senzill, "Kill My Mind", el 5 de setembre de 2019.
El 23 d'octubre de 2019, Tomlinson va llançar un altre senzill, "We Made It". Aquell mateix dia, també va anunciar que s'embarcaria en el Louis Tomlinson World Tour, que duraria més de cinc mesos i visitaria 20 països. A més, va anunciar que el seu àlbum de debut es titulava Walls i estava programat per a ser llançat el 31 de gener de 2020. El 23 de novembre de 2019, Tomlinson va llançar "Don't Let It Break Your Heart", el quart senzill del seu àlbum debut. El 17 de gener de 2020, va llançar "Walls", el cinquè i l'últim senzill del seu àlbum debut. El 31 de gener de 2020 es va publicar el seu àlbum debut en solitari, Walls. L'àlbum va debutar al número 4 de la llista d'àlbums del Regne Unit i al número 9 de la llista Billboard 200, convertint-se en el primer àlbum nou per a Arista Records en gairebé nou anys en arribar al top 10 de la llista. Tomlinson s'havia d'embarcar en una gira durant la major part del 2020 i va tocar dos espectacles el març d'aquell mateix any abans de veure's obligat a posposar gairebé totes les dates a principis de la pandèmia de la COVID-19. Al juliol, va anunciar les dates reprogramades per al 2021, i després de nou al 2022. Després dels ajornaments, Tomlinson es va embarcar en la resta de la gira el febrer de 2022, fent un total de 81 espectacles per a la gira.

### 2022: Faith in the future.
L'agost de 2022, es va anunciar que el segon àlbum d'estudi de Tomlinson estava acabat. Aquell mateix mes, es van filtrar cançons de l'àlbum, amb Tomlinson dient que estava "deviscut". El 31 d'agost, Tomlinson va anunciar que el seu segon àlbum Faith in the Future seria llançat l'11 de novembre de 2022. El senzill principal de l'àlbum, "Bigger Than Me", va ser llançat l'1 de setembre. El 8 de febrer de 2023, Tomlinson va anunciar que el 22 de març s'estrenaria als cinemes un documental titulat All Of Those Voices, descrit com una "mirada refrescantment crua i real del viatge musical de Louis Tomlinson".

## Carrera futbolística
Després d'impressionar en un partit benèfic al Keepmoat Stadium a la seva ciutat natal de Doncaster per recaptar diners per a la caritat Fusta Bluebell, li van oferir un contracte pel club de futbol professional Doncaster Rovers per ingressar al club en condicions no contractuals. L'acord va ser negociat per Tomlinson per ser un jugador de desenvolupament i participar en els jocs de reserva per evitar faltar en els seus compromisos musicals amb One Direction. Li van donar el dorsal número 28 de la temporada 2013-14. Tomlinson va dir que el moviment: «És increïble, realment he estat un fanàtic enorme del futbol durant molt de temps i vaig créixer a Doncaster, he estat en un munt de jocs en el Keepmoat per ser part del club, és increïble». El gerent Paul Dickov va fer broma: «S'ha perdut la pretemporada i està tenint unes vacances als Estats Units, així que millor que ho vam aconseguir per aquí molt aviat». Tomlinson també és propietari de l'equip amateur Three Horseshoes.
El seu debut com a futbolista professional es va donar el 26 de febrer de 2014, en un partit per a una organització de beneficència local. Va jugar 25 minuts del segon temps.

## Filantròpia
Tot i que One Direction ha fet esforços en grup per fer treballs benèfics, el mateix Tomlinson també ha participat en treballs benèfics fora de la banda. Ell, juntament amb el membre de la banda Liam Payne, va organitzar conjuntament un ball benèfic celebrat en honor a Believe in Magic, una organització que dona suport als nens malalts terminals. Tant Tomlinson com Payne es van enfrontar a una guerra d'ofertes al ball benèfic que va provocar que Tomlinson donés 10.000 lliures per pintar la cara de Payne. Va donar personalment 2 milions de lliures a Believe in Magic, mentre que, col·lectivament, ell i Payne van donar més de 5 milions de lliures. Els companys de la banda Niall Horan i Harry Styles no van poder assistir a l'esdeveniment, però també van donar articles per subhastar-los per Believe in Magic.
Tomlinson ha estat involucrat en treballs benèfics durant diversos anys. Ha estat molt involucrat amb Bluebell Wood Children's Hospice i és un dels seus mecenes. Tomlinson acostuma a obtenir xarxes socials actives per ajudar a augmentar el suport i la consciència de la seva tasca benèfica. Per al seu 23è aniversari, els fans d'One Direction van establir una campanya de donacions per al Bluebell Wood Children's Hospice i van posar el llistó alt per a l'objectiu de la donació. Tomlinson també va recórrer a les xarxes socials juntament amb alguns dels seus familiars per a l'organització benèfica Niamh's Next Step. Això va aconseguir que l'entitat benèfica va tenir uns quants centenars de seguidors al seu compte de Twitter, cosa que va atreure més consciència a la causa. Durant la pausa d'One Direction, Tomlinson vol augmentar la seva tasca benèfica amb el seu temps lliure recentment trobat. Sobre el treball de caritat diu: "Tenir la meva edat i poder estar en una posició on puc ajudar a la gent i donar oportunitats a altres persones és el més emocionant per a mi". Segons Sarah Hext, el fill de la qual Harvey i la seva família van rebre el suport personal de Tomlinson i la seva mare: "La gent no coneix el veritable Louis, en Jay m'ha dit que quan Louis pateix un mal dia de premsa, li diu: "Va, mare, fem feliç a algú avui". Aquest és el tipus d'home que és Louis."
L'abril de 2016, es va anunciar que Tomlinson s'uniria a la formació estrella de Soccer Aid 2016, una recaptació de fons biennal per a l'organització infantil UNICEF. Va jugar a la selecció anglesa al costat de Robbie Williams, Olly Murs, Paddy McGuinness, Jack Whitehall, Marvin Humes, John Bishop i altres el 5 de juny de 2016. Tomlinson va jugar contra el seu company de banda Niall Horan, que va aparèixer per a l'equip de la resta del món.
Tomlinson va compartir enllaços de donacions, va fer donacions ell mateix i va expressar el seu suport al moviment Black Lives Matter al maig i juny de 2020. Va assistir a les protestes de George Floyd a Londres amb la seva ara exparella Eleanor Calder.

## Discografia

### Amb One Direction

#### Àlbums d'estudi
- 2011: Up All Night
- 2012: Take Me Home
- 2013: Midnight Memories
- 2014: Four
- 2015: Made in the A.M.

#### EP
- 2011: Gotta Be You
- 2012: More than This
- 2012: iTunes Festival: London 2012
- 2012: Live While We're Young

### En solitari

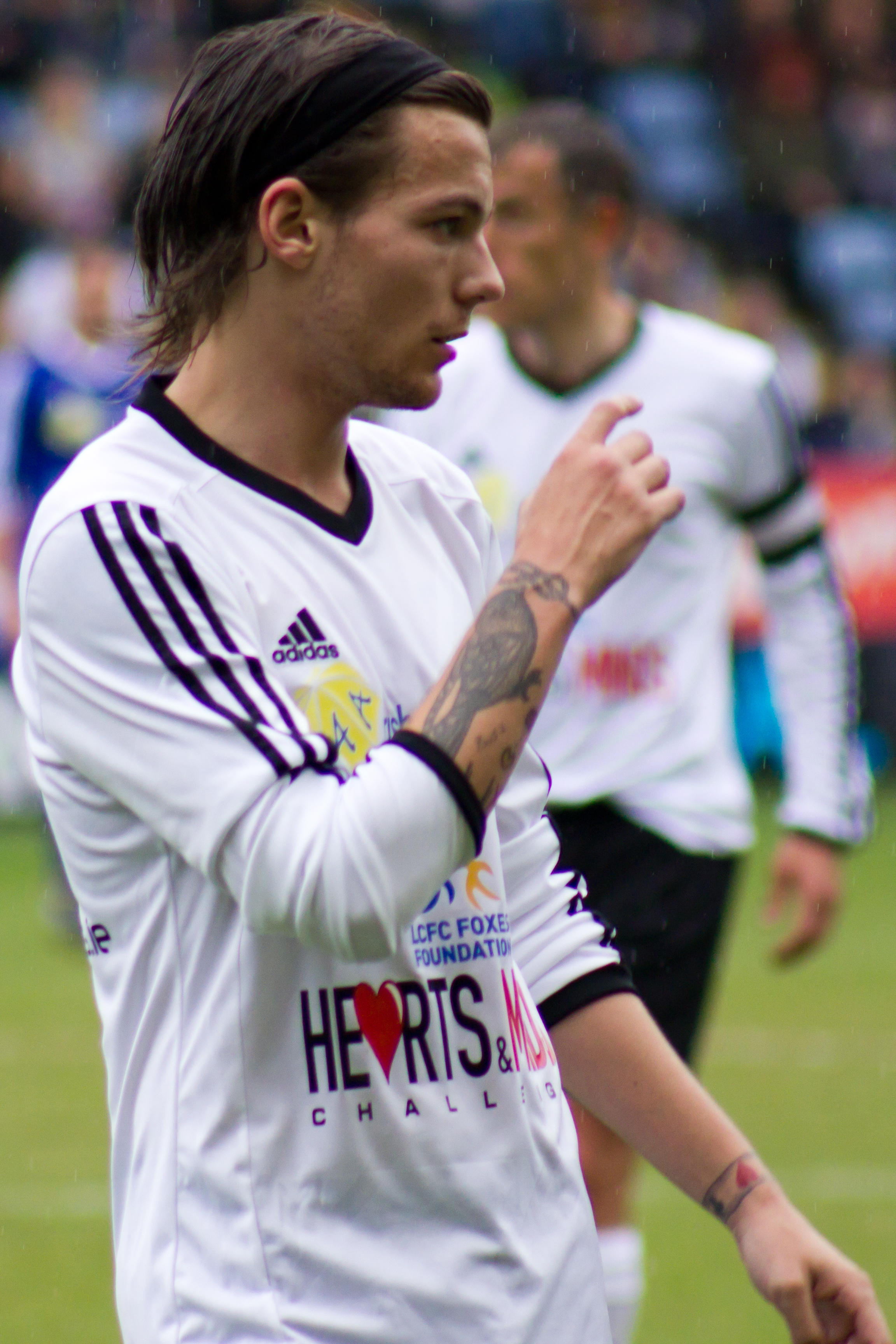
Louis jugant a futbol

#### Àlbums d'estudi
- 2020: Walls
- 2022: Faith In The Future

#### Singles & EPs
- 2019: Two Of Us
- 2017: Just Hold On (amb Steve Aoki)
- 2017: Back To You (amb Bebe Rexha)
- 2018: Miss You
- 2018: Just Like You
- 2019: Kill My Mind
- 2019: We Made It
- 2019: Don't Let It Break Your Heart
- 2020: Copy of a copy of a copy
- 2022: Bigger Than Me
- 2022: Out of My System
- 2022: Silver Tongues

## Tours
Vegeu també: One Direction § Tours
Capçalera:
Louis Tomlinson World Tour (2020-2022)
Gira mundial Faith in the Future (2023)

## Filmografia

### Cine
| Any  | Títol                                         | Rol        | Notas                 |
| ---- | --------------------------------------------- | ---------- | --------------------- |
| 2013 | One Direction: This is Us                     | Ell mateix | Documental            |
| 2014 | One Direction: Where We Are, The Concert Film | Ell mateix | Documental de concert |

### Televisión
| Any        | Títol                                | Rol                      | Notas                         |
| ---------- | ------------------------------------ | ------------------------ | ----------------------------- |
| 2006       | If I Had You                         | Nin que troba el cadàver | Película televisiva           |
| 2012       | ICarly                               | Ell mateix               | Episodio: "iGo One Direction" |
| 2016       | Padre de familia                     | Ell mateix               | Episodio: "Run, Chris, Run"   |
| 2018       | The X Factor (Reino Unido)           | Jutge                    | Edición XV                    |
| 2015, 2019 | The Late Late Show with James Corden | Ell mateix               | 2 episodios                   |
| 2022       | La Resistencia                       | Ell mateix               |                               |

## Nominacions i premis
| Gala de premis             | Any  | Treball Nominat                 | Categoría                        | Resultat | Ref.   |
| -------------------------- | ---- | ------------------------------- | -------------------------------- | -------- | ------ |
| Radio Disney Music Awards  | 2017 | "Just Hold On" (con Steve Aoki) | Millor Col·laboració             | Nominado |        |
| Teen Choice Awards         | 2017 | "Just Hold On" (con Steve Aoki) | Millor Col·laboració             | Ganador  | [ 41 ] |
| Teen Choice Awards         | 2017 | "Just Hold On" (con Steve Aoki) | Cançó electrònica/dance          | Nominado | [ 41 ] |
| Teen Choice Awards         | 2017 | Louis Tomlinson                 | Home Més Atratiu                 | Nominado | [ 41 ] |
| BreakTudo Awards           | 2017 | Louis Tomlinson                 | Artista Nou Internacional        | Ganador  | [ 42 ] |
| MTV Europe Music Awards    | 2017 | Louis Tomlinson                 | Millor Actuació de Regne Unit    | Ganador  | [ 43 ] |
| IARA Awards                | 2018 | Louis Tomlinson                 | Millor Artista Masculí           | Nominado | [ 44 ] |
| IHeartRadio Music Awards   | 2018 | Louis Tomlinson                 | Millor Solista Revelació         | Ganador  | [ 45 ] |
| Teen Choice Awards         | 2018 | Louis Tomlinson                 | Millor Artista Masculí           | Ganador  | [ 46 ] |
| National Television Awards | 2019 | Louis Tomlinson                 | Millor Judge de TV               | Nominado |        |
| Billboard Music Awards     | 2019 | Louis Tomlinson                 | Millor Artista Social            | Nominado |        |
| Teen Choice Awards         | 2019 | "Two of Us"                     | Millor Sencill (Artista Masculí) | Ganador  | [ 47 ] |
| BreakTudo Awards           | 2019 | Louies                          | Millors Fans Internacionals      | Nominado | [ 48 ] |

## Vida personal
Tomlinson va començar a sortir amb la llavors estudiant Eleanor Calder el novembre de 2011. Es van separar el març de 2015,van tornar a estar junts a principis de 2017 i es van separar novament a finals de 2022, com es va anunciar el gener de 2023. El juliol de 2015, es va informar que Tomlinson estava esperant un nadó amb la llavors estilista de 23 anys, Briana Jungwirth. El 4 d'agost de 2015, a Good Morning America, es van confirmar els informes. Tomlinson i Jungwirth van donar la benvinguda a un fill el 21 de gener de 2016. Tomlinson va estar en una relació amb l'actriu Danielle Campbell des del novembre del 2015 fins al desembre del 2016.Després de trencar amb Calder, va tenir una breu relació amb la model danesa Sofie Nyvang.
El 21 de gener del 2016 va néixer el seu fill Freddie Tomlinson amb Briana Jungwirth. També va sortir amb Danielle Campbell, però va ser un breu romanç i al 2017 va tornar a sortir amb Eleanor Calder. El 2017, la seva mare va morir a causa d'una leucèmia i el 2019 la seva germana Félicité va morir de sobredosis amb tan sols 18 anys.
El 4 de març del 2017, un altercat a l'aeroport de Los Angeles que va involucrar un paparazzi i fanàtics agressius que esperaven el cantant va resultar que Tomlinson fos detingut per la seguretat de l'aeroport i inicialment acusat d'un delicte menor, pagant una fiança poc després. Segons els informes, l'assumpte es va resoldre l'abril de 2017 i es van retirar els càrrecs contra Tomlinson, citant les imatges dels fets capturades per un altre paparazzi que havien aparegut poc després. L'advocat de Tomlinson, Marty Singer, va dir en un comunicat a Rolling Stone: "Els paparazzis van provocar i van causar l'altercat amb Louis a l'aeroport aquest matí. Aquesta no és la primera ni l'última vegada que un paparazzi crea un altercat amb una celebritat". ."